# Hrdinové: Znovuzrození
Hrdinové: Znovuzrození (v anglickém originále Heroes Reborn) je americký televizní seriál, pokračování dramatického sci-fi seriálu Hrdinové. Tvůrce seriálu Tim Kring se vrátil jako vedoucí producent. Má 13 dílů a premiérově byl vysílán na stanici NBC od 24. září 2015 do 21. ledna 2016.

## Obsazení

### Hlavní role
- Jack Coleman jako Noah Bennet
- Gatlin Green jako Emily Duval
- Ryan Guzman jako Carlos Gutierrez/El Vengador
- Robbie Kay jako Tommy Clark/Nathan Bennet
- Rya Kihlstedt jako Erica Kravid
- Zachary Levi jako Luke Collins
- Judith Shekoni jako Joanne Collins
- Kiki Sukezane jako Miko Otomo/Dívka z Katany
- Danika Yarosh jako Malina Bennet
- Henry Zebrowski jako Quentin Frady

### Hostující role
- Dylan Bruce jako Kapitán James Dearing
- Nazneen Contractor jako Farah Nazan
- Peter Mooney jako Francis
- Francesca Eastwood jako Molly Walker
- Clé Bennett jako Harris
- Lucius Hoyos jako Jose Gutierrez
- Krista Bridges jako Anne Clark
- Toru Uchikado jako Ren Shimosawa
- Eve Harlow jako Taylor Kravid
- Aislinn Paul jako Phoebe Frady
- Carlos Lacamara jako Otec Mauricio
- Pruitt Taylor Vince jako Caspar Abraham
- Jake Manley jako Bred
- Richie Lawrence jako Dennis Collins
- Marco Kanagawa jako Oscar Gutierrez/El Vengador
- Hiro Kanagawa jako Hachiro Otomo
- Michael Therriault jako Richard

### Hosté
- Jimmy Jean-Louis jako Haiťan/René
- Noah Gray-Cabey jako Micah Sanders
- Greg Grunberg jako Matt Parkman
- Masi Oka jako Hiro Nakamura
- Sendhil Ramamurthy jako Mohinder Suresh
- Cristine Rose jako Angela Petrelli
- Greta Oniegou jako Aly
- Rachael Ancheril jako Fiona
- Nesta Marlle Cooper jako Dahlia

## Vysílání
| Řada | Díly | Premiéra v USA | Premiéra v USA | Premiéra v ČR    | Premiéra v ČR  |
| Řada | Díly | První díl      | Poslední díl   | První díl        | Poslední díl   |
| ---- | ---- | -------------- | -------------- | ---------------- | -------------- |
| 1    | 13   | 24. září 2015  | 21. ledna 2016 | 1. července 2016 | 12. srpna 2016 |

## Produkce
Jack Coleman si znovu zahrál roli Noaha Benneta a Zachary Levi se k obsazení připojil jako Luke Collins. K obsazení se dále připojili Robbie Kay, Danika Yarosh, Judith Shekoni, Ryan Guzman, Henry Zebrowski, Gatlin Green a Rya Kihlstedt. Masi Oka a Jimmy Jean-Louis si znovu zahráli své role Hiro Nakamury a Haiťana. Greg Grunberg si znovu zahrál roli Matta Parkmana. Noah Gray-Cabey si zahrál roli Micah Sanderse ("Rebela"). Dylan Bruce byl obsazen role kapitána Jamese Dearinga a Nazneen Contractor byla obsazena do role Farah. 1. června bylo oznámeno, že Sendhil Ramamurthy si znovu zahraje roli Mohindera Sureshe. Aislinn Paul se k obsazení připojila 26. června.